# Institut Royal du Patrimoine Artistique (Bélgica)

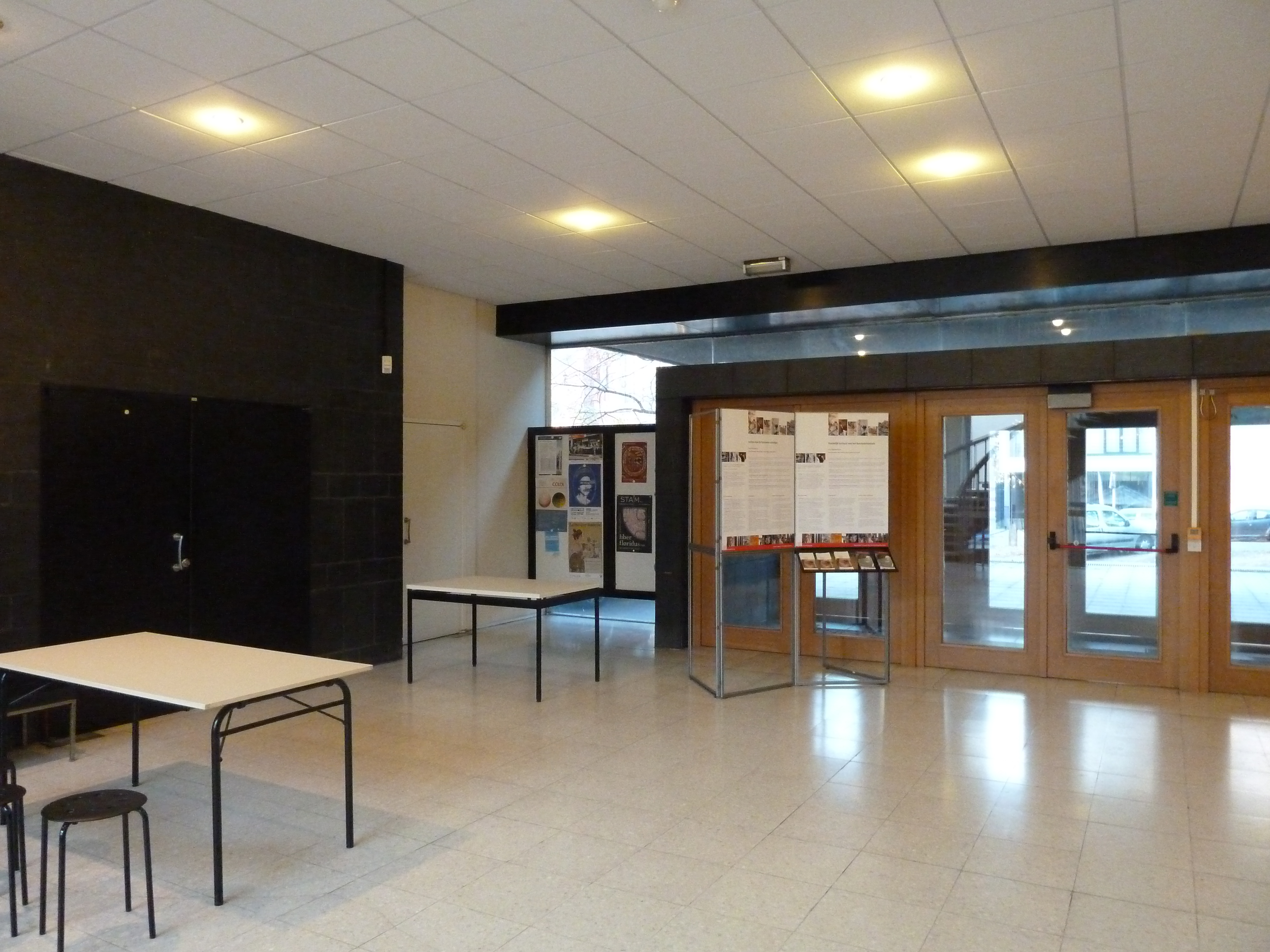
Local da cerimônia de premiação do WLM: Instituto Real do Patrimônio Cultural, Bruxelas

O Instituto Real do Patrimônio Cultural ( KIK-IRPA, da Koninklijk Instituut voor het Kunstpatrimonium - Instituto Real do Patrimônio Artista ) é um instituto federal belga do Instituto Federal de Política Científica da Bélgica (BELSPO). O instituto estuda e conserva os bens artísticos e culturais da Bélgica. Sua missão consiste em pesquisa e serviço público. O pessoal do instituto é formado por historiadores de arte, fotógrafos, químicos, físicos e conservadores - restauradores. Hilde De Clercq é a diretora geral do instituto.

## História
O instituto foi fundado em 1948 como Arquivo iconográfico central de arte nacional e Laboratório Central de Museus Belgas, ACL. Seu fundador e primeiro diretor foi Paul B. Coremans (1908-1965). Em 1957, o ACL se torna uma das dez instituições científicas nacionais sob o nome Instituto Real do Patrimônio Cultural (KIK-IRPA). A construção do instituto, concluída em 1963, foi a primeira do mundo especialmente projetada para promover a abordagem interdisciplinar das obras de arte. O edifício foi projetado pelo arquiteto Charles Rimanque, com base em um conceito técnico inicial de René Sneyers .

## Departamentos
O instituto é composto por três departamentos:
- Documentação: estúdio de inventário e fotografia, bancos de dados, valorização e comunicação
- Laboratórios: materiais e técnicas, pesquisa sobre metodologia de conservação e manutenção de monumentos
- Conservação e restauração: pinturas, esculturas e indústria da arte

### Páginas de obras on-line
No banco de dados de imagens BALaT, cada trabalho artístico recebe um número de registro. Para fazer referência diretamente a uma página de trabalho artístico, use o código listado na parte inferior do registro, geralmente no formato: http://balat.kikirpa.be/object/ seguido pelo número do registro do trabalho artístico. Por exemplo, o número do registro de arte finala para o Retábulo de Gante é 21, portanto, é possível referenciar sua página de arte finala BALaT.